# 上海轨道交通23号线 (2009年方案)
上海轨道交通23号线为上海一个已经终止的地铁项目规划，由25号线与松江快线取代。本线是一条南北向的线路，计划穿越嘉定区、闵行区、青浦区和松江区，并通过中国博览会会展综合体，目前已知沿涞坊路、涞亭北路、诸光路、联友路、翔江公路铺设，敷设方式未确定过。根据2011年的《以一体化协调发展理念构筑虹桥商务区综合交通体系》论文中附图，该线北端过翔江公路后沿胜辛路，止于嘉定新城站，南端过涞坊路后沿九灶路、九新公路、卖新公路、辰花路至郊环止。
该线路于2009年左右出现，目的是为了解决國家會展中心南北向疏运问题，2010年于《虹桥商务区总体规划》中基本确认了该条线路走向，沿涞坊路、涞亭北路、诸光路、联友路、纪高路、翔江公路走行，并沿诸光路划出了控制线。
该线路已取消，诸光路段于2016年改为25号线，并分别向北延伸至华新镇，向东南延伸至宜山路站。目前诸光路站至前湾公园站为13号线西延伸段，远期此段将拆分为25号线，与13号线共线运营或与13号线在前湾公园站换乘。九亭至松江小昆山段改为松江快线，并沿沪昆高速与思贤路走行。

## 已知站点
- 翔江公路纪鹤公路[note1 2]
- 纪高路规划四路[note1 2]（2013年的《闵行区华漕镇MHP0-1404单元控制性详细规划》公示中，该站并没有出现）
- 纪宏路站[note1 2]，与13号线相交，但不设站，且附近轨交控制线扩大为附近4个地块，可能为预留联络线位置。
- 朱建路站[note1 3]
- 北青路站[note1 3]
- 天山西路站：原先无此站，后在建设诸光路通道时考虑到可能建设该站，预留了站位[4][5]
- 中国博览会北站（现国家会展中心站）：换乘17号线[6][note1 1][7]
- 徐泾东站（现国家会展中心站）（换乘2号线，位于诸光路上徐泾东站南侧）或徐泾东路站（不可换乘2号线，位于盈港东路南侧）：前者为最早的规划[note1 1][7][8]，后者为2012年的新站位[9]，并于2013年12月的《上海市虹桥商务区徐泾中QPPO-0102单元控制性详细规划》中画入[10][6][4]。
- 沪青平公路站（诸光路沪青平公路口南侧）：2011年草案中位于路口北侧，后改为北侧[11][7][10]
- 沪亭北路涞坊路[note1 1]